# Buttons (singel)
Buttons – czwarty singiel grupy The Pussycat Dolls z jej pierwszego albumu PCD (2005). W utworze gościnnie wystąpił Snoop Dogg.

## Teledysk
Teledysk był kręcony 20 marca 2006 r. przy współpracy DNA Company i reżysera Francisa Lawrencea. W klipie występuje także Snoop Dogg. Wideo rozpoczyna Snoop rapując swoją kwestię po czym podchodzi do niego Nicole Scherzinger. Następnie gdy rozpoczyna się refren pojawiają się wszystkie dziewczyny, potem śpiewa Nicole. Aż do końca teledysku członkinie zespołu tańczą. W teledysku wykorzystano inną wersję piosenki – część taneczną.

## Lista utworów
CD single #1 (A&M Records)
1. "Buttons" - 3:52
2. "Flirt" - 2:57

CD single #2 (A&M Records)
1. "Buttons" - 3:52
2. "Buttons" [Album Version] - 3:46
3. "Flirt" - 2:57
4. "Buttons" [Video]

CD single (Polydor)
1. "Buttons"
2. "Don't Cha" [Live Version]

## Listy przebojów
| Lista przebojów            | Pozycja |
| -------------------------- | ------- |
| UK Official Singles Chart  | 3       |
| UK Official Download Chart | 6       |
| Ireland Singles Top 50     | 4       |
| Hungary Dance Top 40       | 13      |
| U.S Billboard Hot 100      | 3       |
| U.S Billboard Pop 100      | 2       |
| Austria Singles Top 75     | 1       |
| Australia Singles Top 50   | 2       |
| Australia Urban Singles    | 1       |
| Belgium Singles Top 50     | 4       |
| Canadian BDS Airplay Chart | 13      |
| Dutch Top 40               | 6       |
| Finland Singles Top 20     | 11      |
| France Singles Top 100     | 12      |
| Germany Singles Top 100    | 4       |
| Ireland Singles Top 50     | 4       |
| Italy Top 50               | 18      |
| Indonesia Chart            | 1 (3)   |
| Lithuania Chart            | 4       |
| Recorded Music NZ          | 1       |
| Sweden Singles Top 60      | 36      |
| World Singles Top 40       | 5       |
| Hot 100 Brasil             | 1       |

## Wersje
1. "Buttons (Main Mix - Final Edit) 3:52
2. "Buttons (Video Version) 3:58
3. "Buttons (Jason Nevins Remix) 4:05
4. "Buttons (Joe Bermudez Unbuttoned Club Mix) 7:25
5. "Buttons (Dave Audé Button Fly Club Mix) 7:40
6. "Buttons (Dave Audé Button Fly Mixshow) 6:11
7. "Buttons (Dave Audé Button Fly Edit) 3:52
8. "Buttons (Ander Standing Tribal Mix) 8:30
9. "Buttons (Ander Standing Tribal Radio Mix) 3:47
10. "Buttons (Scott Storch Remix) 3:52
11. "Buttons (Sexy Mama Club Mix) 9:08
12. "Buttons (Sexy Mama Radio Edit) 3:36
13. "Buttons (Edson Pride Club Mix) 9:18
14. "Buttons (Enry Hard Buttons Tribal Mix) 8:59
15. "Buttons (Mark Holiday remix) 3:52

## Certyfikaty
| Państwo           | Certyfikat | Sprzedaż  |
| ----------------- | ---------- | --------- |
| Australia         | platyna    | 70 000    |
| Belgia            | złoto      | 15 000    |
| Nowa Zelandia     | złoto      | 7500      |
| Stany Zjednoczone | platyna    | 1 000 000 |